# História de Évora

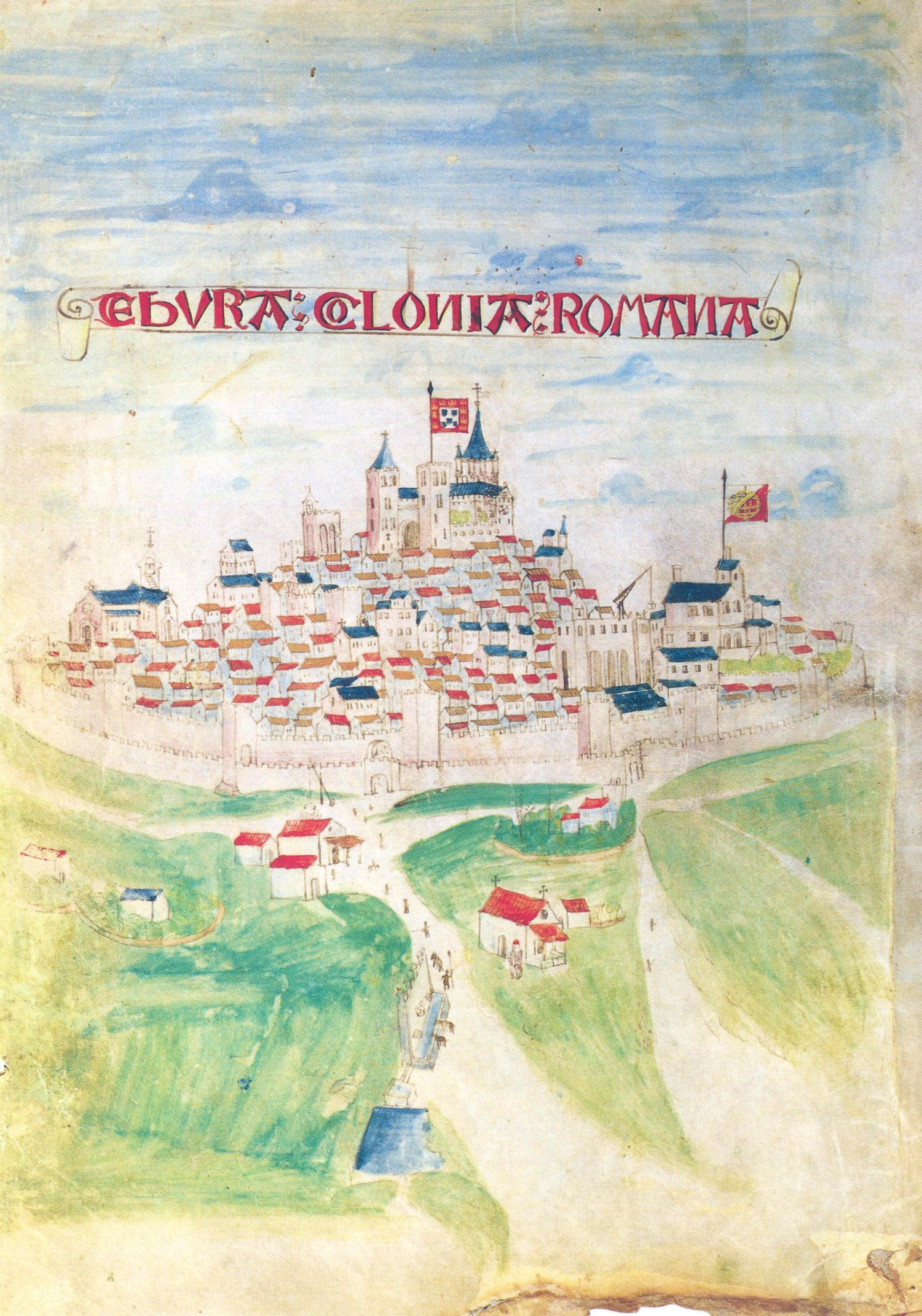
A cidade de Évora representada no foral de 1503

A cidade de Évora, localizada na região do Alentejo em Portugal, é uma das povoações de maior importância histórica no país. Os vestígios de seu rico passado levaram seu centro histórico a ser classificado como Património Mundial da Humanidade pela UNESCO em 1986 por valor universal excepcional.

## Pré-história

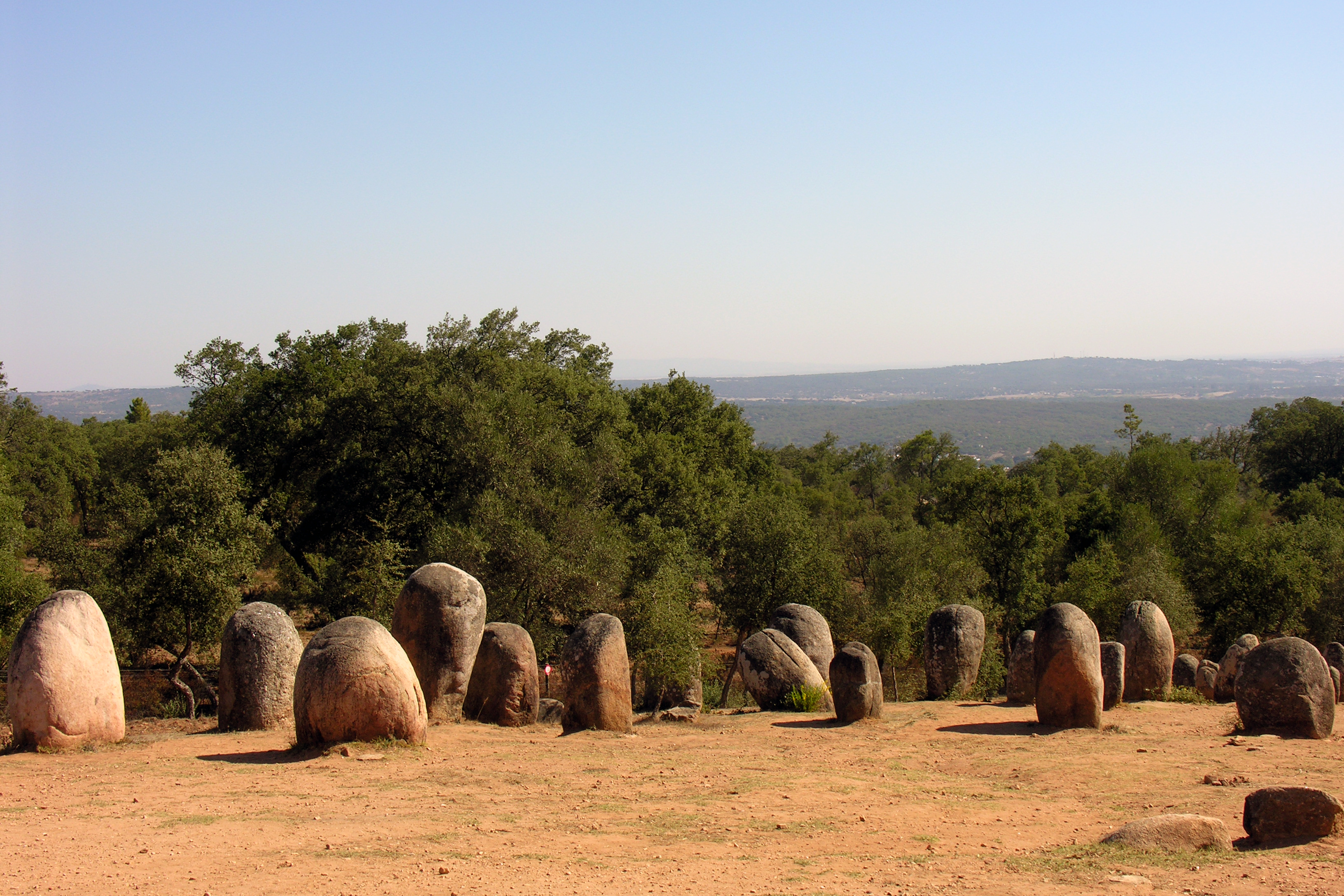
Cromeleque dos Almendres, localizado no concelho de Évora

A região circundante de Évora tem uma rica história que recua muitos milénios antes de Cristo (a.C), tendo sido o principal núcleo do megalitismo do interior português durante o Neolítico. Um dos mais notáveis monumentos deste tipo próximos à cidade é a Anta do Zambujeiro, antigo monumento funerário erigido há mais de 5000 anos que é um dos maiores da Europa.
Outro vestígio monumental é o Cromeleque dos Almendres, um conjunto de cerca de 95 menires erigidos em duas fases; a primeira fase no final do sexto e a segunda fase no terceiro milénio a.C., sendo o maior de seu tipo na Península Ibérica e um dos maiores da Europa.
Alguns povoados neolíticos desenvolveram-se sobre os montes graníticos da região, o mais próximo a Évora sendo o que se localiza no Alto de São Bento, relacionado com os construtores de cromeleques e esteve ocupado desde finais do VI a meados do III milénio a.C. Outro povoado deste tipo é o chamado Castelo de Giraldo, habitado continuamente desde o terceiro milênio até o primeiro milênio a.C. e de esporádica ocupação na época medieval.
Escavações arqueológicas, porém, não demonstraram até agora se a área da actual cidade era habitada antes da chegada dos romanos. Alguns autores, porém, atribuem a fundação da cidade a uma tribo pré-romana, os eburões.. O nome desta tribo deriva do vocábulo celta antigo eburos (teixo). Évora localizava-se no território dos célticos, uma confederação tribal a sul do rio Tejo e dos lusitanos que incluía tribos tais como os mencionados eburões (no interior), os sefes e os mirobricenses, cujo povoado principal era Miróbriga, atual Santiago do Cacém, (no litoral do atual Alentejo). O autor romano Plínio, escrevendo no século I, chama a cidade de Ébora Cereal, presumivelmente pela abundância agrícola da região, e considera-o um povoado fortificado que já existia antes do domínio romano.
A origem etimológica do nome Ébora é proveniente do celta antigo ebora/ebura [carece de fontes?], caso genitivo plural do vocábulo eburos (teixo), nome de uma espécie de árvore, pelo que o seu nome significa "dos teixos". A actual cidade de Iorque (York), no Norte de Inglaterra, na época do Império Romano, era denominada Eboraco, nome derivado do celta antigo Ebora Kon (Lugar [carece de fontes?] dos Teixos), pelo que o seu nome antigo está etimologicamente relacionado com o da cidade de Évora.

## Domínio romano
Durante as Guerras Púnicas a cidade de Ebora foi palco de uma aculturação entre culturas iberas e gregas. Os cartagineses conquistaram uma parte substancial do que é hoje a Peninsula Ibérica e, mesmo não tendo conquistado a cidade de Ebora grande foi o impacto que por lá causaram. Técnicas de construção como as Bases secas e os Muros Cartagineses foram encontrados em 1992 junto ao templo romano de Évora. Ainda, durante o domínio de Cartago na costa mediterrânica da Hispânia, vários homens oriundos de Olisipo atual Lisboa e Ebora atual Évora foram contratados como mercenários pelas tropas cartaginesas e usadas em combate um pouco por todo o palco de guerra no Mediterrâneo sendo encontradas inclusive, inscrições escritas em grego na ilha de Lesbos, de um mercenário que havia servido no exército da Macedónia e que supostamente teria vindo de Ebora e servira o exército cartaginês como fundador e mais tarde se juntara ao exército de Pietro III da Macedónia. Aquando do declino de Cartago Ebora fora novamente isolada politicamente do resto do Mediterrâneo, no entanto as suas marcas nunca foram esquecidas o que mais tarde foi evencido durante o tempo de Viriato onde as suas tropas estavam equipadas com armamento antigo de Cartago bem como também, os Lusitanos utilizaram a tátita dos hoplitas na tentativa de defender as suas terras dos Romanos.Polybius, The Histories, Cambridge: translated from the Latin by W.R. Paton for Harvard University Press from 1922 to 1927.
- Polybius, «Rome at the End of the Punic Wars», History, Book VI, Milwaukee: translated from the Latin by Oliver J. Thatcher for University Research Extension Co. in 1907.

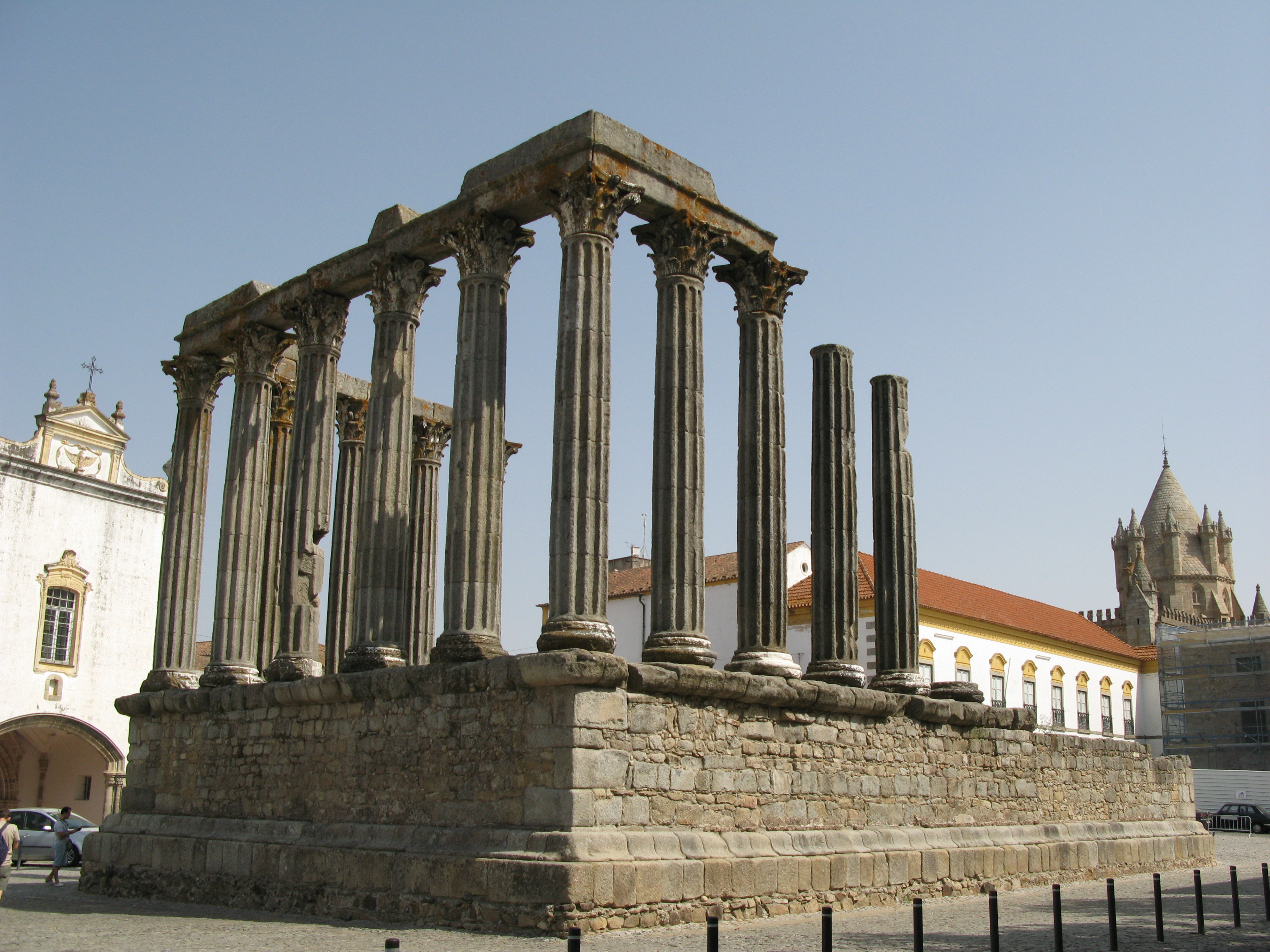
Templo romano de Évora (século I)

Segundo uma lenda popularizada pelo humanista e escritor eborense André de Resende (1500-1573), Évora teria sido sede das tropas do general romano Sertório, que junto com os lusitanos teria enfrentado o poder de Roma. O que é sabido com certeza é que Évora foi elevada à categoria de município sob o nome de Ebora Liberalitas Julia, título honorífico concedido por Júlio César.
Após um longo tempo de guerra no Império, a Pax Romana estabelecida por Augusto (r. 27 a.C.-14 d.C.) permitiu uma grande reforma administrativa, na qual Évora foi integrada à Província da Lusitânia. A cidade foi beneficiada com uma série de transformações urbanísticas, das quais o Templo romano de Évora - dedicado provavelmente ao culto imperial - é o vestígio mais importante que sobreviveu aos nossos dias. O templo coríntio localizava-se no antigo forum, a principal praça pública da Évora romana. Escavaçoes arqueológicas no local mostraram que o templo era parcialmente circundado por um espelho-d'água e que todo o forum era limitado por uma galeria porticada monumental. A preservação do templo deve-se ao facto de ter sido convertido, na época medieval, em açougue. Outro vestígio importante da época são as ruínas de banhos públicos, localizados no edifício da Câmara Municipal de Évora. Além disso, até 1570 existiu na actual Praça do Giraldo um arco triunfal romano adornado com estátuas, infelizmente já destruído.
Pouco se conhece do traçado da cidade romana, mas sabe-se que ela estava disposta na elevação mais alta no centro da cidade moderna e que o seu epicentro - a acrópole - correspondia à actual zona entre as ruínas do templo romano e da Sé de Évora. Nessa área deviam cruzar-se as duas vias principais da cidade, o cardo (eixo N/S) e o decúmano (eixo E/W). A cidade tinha ainda uma muralha de 1080 m de perímetro, construída no século III num contexto de instabilidade do Império, com quatro portas nos pontos cardeais, de onde se originavam o cardo e o decúmano. A partir destas portas a cidade estava conectada ao sistema viário romano, que a ligava às outras cidades da Península. Alguns troços da muralha ainda existem, incorporados a construções posteriores. Um importante vestígio é o chamado Arco de D. Isabel, resto da porta romana norte.
Na freguesia da Tourega, os restos bem-preservados de uma villa romana de 500 m² dotada de um complexo termal mostram que ao redor da cidade existiam estabelecimentos rurais mantidos pela classe senhorial.
Nos finais da época romana, com a cristianização da Península, Évora foi sede de um bispado. Um certo Quinciano bispo de Évora (Quintianus episcopus Elborensis) aparece na lista de bispos que atenderam o Concílio de Elvira, celebrado por volta do ano 306.

## Idade Média

### Domínio visigótico

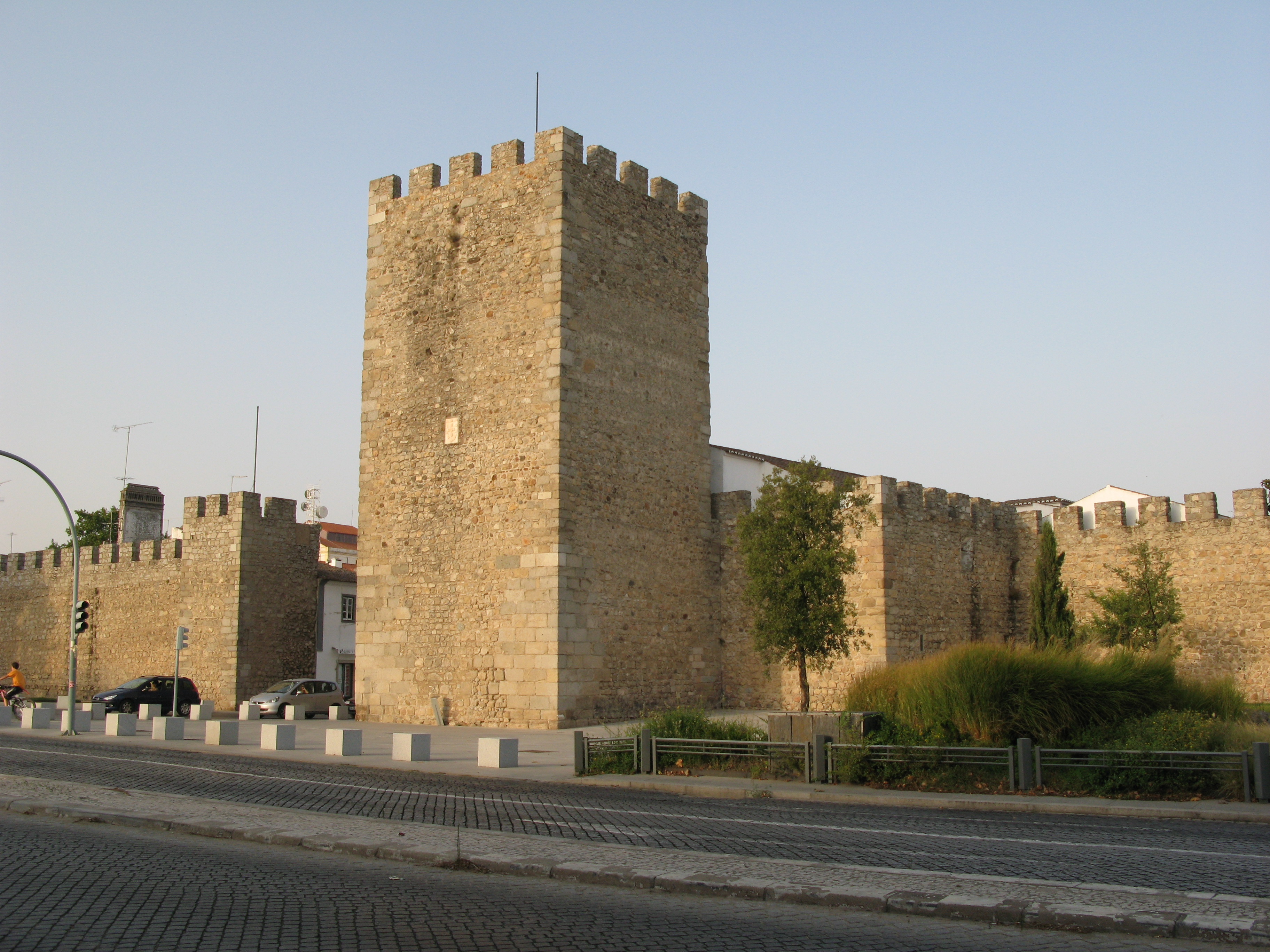
Muralhas de Évora

O período visigótico corresponde a uma época obscura da cidade. Pensa-se, porém, que a Diocese de Évora continuou a existir, sendo conhecidos os nomes de sete bispos da época. Na cidade, então chamada Elbora ou Erbora, eram cunhadas moedas de ouro e prata.

### Domínio mouro
Em 714, em plena época da dominação muçulmana, a Évora visigoda foi tomada por Abdalazize ibne Muça, primeiro wali do Al-Andalus. O domínio mouro da cidade, então chamada Yabura (Yabora ou Yabra), não foi isento de conflictos. Em finais do século IX e começo do X, Évora era parte do senhorio de Badajoz fundado por ibne Maruane. Em 913, Ordonho II da Galiza cercou a cidade e, graças ao mau estado das muralhas romanas, tomou-a e massacrou a população. O governador, Maruane ibne Abedal Maleque ibne Amade, foi morto numa mesquita, e Ordonho abandonou a cidade com 4 mil cativos entre mulheres e crianças. Já em 914 a cidade foi repovoada com aliados do senhor de Badajoz da época, Abedalá ibne Maruane Aljiliqui. Nessa época, a muralha da cidade foi reconstruída seguindo o traçado do muro romano da Antiguidade.
Sob os mouros, a cidade conheceu um novo período de esplendor económico e político, graças a sua localização privilegiada. Esse desenvolvimento ocorreu nos séculos XI e XII e levou a cidade a suplantar a importância de Beja, que havia sido a urbe moura mais importante no primeiro milênio nessa região. Fontes cristãs de finais do século XII afirmam que Évora possuía dois alcáceres (castelos mouros), um "velho" e um "novo". O alcácer "novo" foi construído possivelmente no século XII e, junto com a mesquita, localizava-se na área da acrópole romana. Na zona intramuros, 1/8 da área a leste era ocupado pela zona do alcácer, enquanto que a cidade propriamente dita, a almedina, ocupava a área restante. A malha urbana da almedina era muito mais densa que a romana e organizada de forma radial ao invés de ortogonal, característica típica das cidades muçulmanas que ainda pode ser vista no centro histórico.
No período muçulmano, Évora cresceu para fora das muralhas, originando arrabaldes na zona extramuros. Ao sul localizava-se um arrabalde habitado por mouros, ao norte o da comunidade moçárabe (arrabalde de S. Mamede) e, a oeste, localizava-se o dos judeus. Após a reconquista, os mouros foram assentados a norte, no antigo arrabalde moçárabe de S. Mamede, que foi convertido em mouraria. Essa zona é, até hoje, a que mais guarda sinais do urbanismo mouro na cidade.

### Período cristão
A tomada de Évora aos mouros deu-se em 1165 pela acção do cavaleiro Geraldo Sem Pavor, responsável pela reconquista cristã de várias localidades alentejanas. Inaugurou-se assim uma nova etapa de crescimento da urbe, que chegou ao século XVI como a segunda cidade em importância do reino.
D. Afonso Henriques concedeu-lhe seu primeiro foral (carta de direitos feudais) em 1166.. Por volta de 1176, Afonso Henriques estabeleceu na cidade uma ordem militar chamada Ordem dos Freires de Évora sob o comando de Gonçalo Viegas de Lanhoso. Essa ordem, antecessora da Ordem de Avis, teve uma importante função na defesa da cidade fronteiriça e instalou-se no "alcácer velho" muçulmano, provavelmente na zona onde mais tarde foi erguido o Palácio dos Condes de Basto.
Évora susteve em Maio de 1181 um ataque de um forte exército muçulmano do Califado Almóada, comandado por Maomé Ibn Yusuf Ibn Wammudin. A cidade resistiu, porém, ao assédio.
Em 1211, D. Afonso II transferiu a sede da ordem para a vila de Avis.
Concluído no séculos XIII, a Sé Catedral de Évora, uma das mais importantes catedrais medievais portuguesas, construída em estilo gótico e enriquecida com muitas obras de arte ao longo dos séculos. Além da Sé, na zona do antigo forum romano e alcácer muçulmano foram erguidos os antigos paços do concelho e palácios da nobreza local. A partir do século XIII instalam-se na cidade vários mosteiros de ordens religiosas nas zonas fora das muralhas, o que contribuiu para a formação de novos centros aglutinadores urbanos. A área extramuros contava ainda com uma judiaria e uma mouraria. O crescimento da cidade para fora da primitiva cerca moura levou à construção de uma nova cintura de muralhas no século XIV, durante o reinado de D. Dinis. As principais praças da cidade eram a Praça do Giraldo (originalmente Praça Grande) e o Largo das Portas de Moura e o Rossio. A Praça do Giraldo, sede de uma feira anual desde 1275, também foi sede dos paços do concelho (desde o século XIV) e da cadeia. Com o tempo, especialmente a partir do século XVI, o Rossio passou a concentrar as feiras e mercados da cidade.

## Renascimento até oséculo XVIII

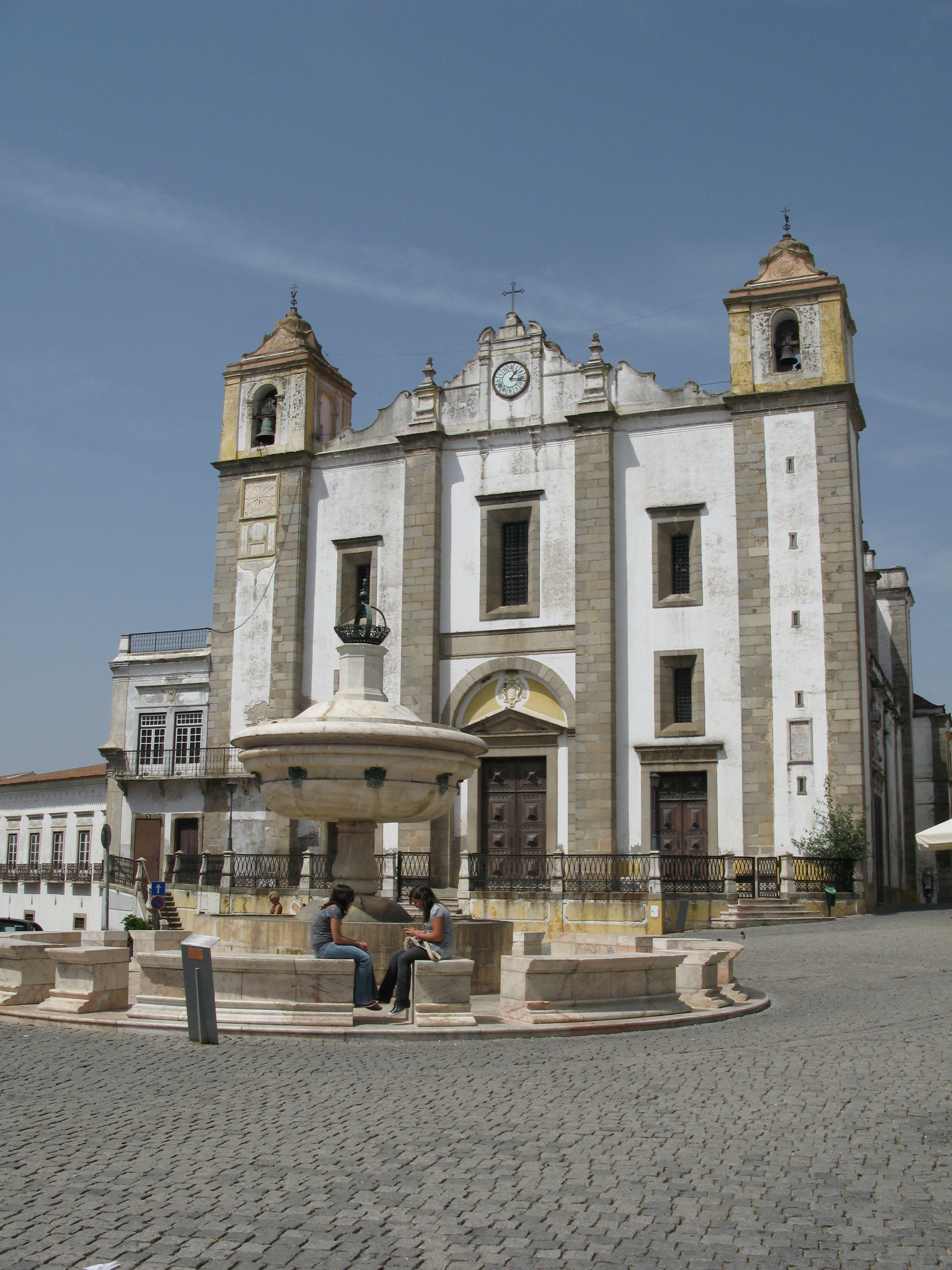
Praça do Giraldo com a fonte central e Igreja de S. Antão, ambas construídas no século XVI

O século XVI corresponde ao auge de Évora no cenário nacional, transformando-se num dos mais importantes centros culturais e artísticos do reino. A partir de D. João II e especialmente durante os reinos de D. Manuel e D. João III, Évora foi favorecida pelos reis portugueses, que passavam longas estadias na urbe. Famílias nobres (Vimioso, Codovil, Gama, Cadaval e outras) instalaram-se na cidade e ergueram palácios. D. Manuel construiu seus paços reais em Évora, em uma mistura de estilos entre o mudéjar, o manuelino e o renascentista. D. João III ordenou a construção da Igreja da Graça, belo templo renascentista onde planeou ser sepultado, e durante seu reinado foi construído o Aqueduto da Água de Prata por Francisco de Arruda. Nessa época viveram na cidade artistas como o poeta Garcia de Resende, os pintores Frei Carlos, Francisco Henriques, Gregório Lopes, o escultor Nicolau de Chanterenne e eruditos e pensadores como Francisco de Holanda e André de Resende.
Em 1540 a diocese de Évora foi elevada à categoria de arquidiocese e o primeiro arcebispo da cidade, o Cardeal Infante D.Henrique, fundou a Universidade de Évora (afecta à Companhia de Jesus) em 1550. Um rude golpe para Évora foi a extinção da prestigiada instituição universitária, em 1759 (que só seria restaurada cerca de dois séculos depois), na sequência da expulsão dos Jesuítas do país, por ordem do Marquês de Pombal. Nos séculos XVII e XVIII muito edifícios importantes foram reformados ou construídos de raiz em estilo maneirista ("chão"). No património da cidade destaca-se a capela-mor barroca da Sé, obra do arquitecto Ludovice, e os muitos altares e painéis de azulejos que cobrem os interiores das igrejas e da Universidade.

## Século XIX até ao presente
No século XIX, Évora passou por muitas transformações urbanísticas, algumas de discutível qualidade. Na Praça do Giraldo, a cadeia e os antigos paços do concelho manuelinos foram demolidos e em seu lugar foi levantado o edifício do Banco de Portugal, enquanto que a sede do concelho foi transferida ao Palácio dos Condes de Sortelha, na Praça do Sertório. O Convento de S. Francisco também foi demolido (a igreja gótica foi poupada) e em seu lugar foi construído um novo quarteirão habitacional e um mercado. No lugar do Convento de S. Domingos foi erguido o Teatro Garcia de Resende (c. 1892). As muralhas medievais foram em grande parte preservadas, mas das antigas entradas apenas a Porta de Avis foi mantida. No século XX foi construído um anel viário ao redor do perímetro da muralha, o que ajudou na sua preservação.
Évora é testemunho de diversos estilos e correntes estéticas, sendo ao longo do tempo dotada de obras de arte a ponto de ser classificada pela UNESCO, em 1986, como Património Comum da Humanidade.